# Amber L. Hollibaugh
Amber L. Hollibaugh (* 20. Juni 1946 in Bakersfield; † 20. Oktober 2023 in Brooklyn, New York) war eine US-amerikanische Historikerin, Frauenrechtlerin, Dokumentarfilmerin und Autorin.

## Leben
1970 war Hollibaugh als Aktivistin in der kanadischen Bewegung für das Recht auf Abtreibung. 1978 war sie Mitgründerin des San Francisco Lesbian and Gay History Project. In den frühen 1980er Jahren zog sie nach New York City und engagierte sich in der Bewegung zur AIDS-Aufklärung. Sie wurde Gründungsdirektorin des Lesbian AIDS Project bei Gay Men’s Health Crisis. 1982 war sie Sprecherin der Barnard Conference on Sexuality. Gemeinsam mit Gini Reticker drehte sie den Dokumentarfilm The Heart of the Matter. Der Film gewann 1994 den Sundance Film Festival Freedom of Expression Award.
Hollibaugh war danach als Chief Officer von Elder & LBTI Women’s Services im Howard Brown Health Center in Chicago tätig. Sie war Direktorin für Bildung, Interessenvertretung und Gemeinschaftsbildung bei Services & Advocacy for GLBT Elders (SAGE), einem New Yorker Programm, das sich der lesbischen, schwulen, bisexuellen und transgender Seniorenbildung, Interessenvertretung und Gemeindeorganisation widmet.
Sie starb am 20. Oktober 2023 in Brooklyn an den Folgen einer Diabeteserkrankung.

## Werke (Auswahl)
- 2000: Millard, Elizabeth, ""My Dangerous Desires: A Queer Girl Dreaming Her Way Home" (Book Review)", Foreword Reviews
- 2000: My dangerous desires: a queer girl dreaming her way home. Durham, North Carolina: Duke University Press, ISBN 978-0-8223-2625-0
- 2001: Altman, Meryl, "Sexual politics (reviewed work: „My Dangerous Desires: A Queer Girl Dreaming Her Way Home“)", The Women’s Review of Books. 18 (4): 13–14. doi:10.2307/4023585, JSTOR:4023585
- 2002: Kramp, Michael, ""My Dangerous Desires: A Queer Girl Dreaming Her Way Home" (Book Review)", Rocky Mountain Review. 56
- 2003: Craig, Ailsa, ""My Dangerous Desires: A Queer Girl Dreaming Her Way Home" (Book Review)", Archives of Sexual Behavior. 32 (5): 487–488. doi:10.1023/A:1025624316532, S2CID 142236792

### Artikel und Essays (Auswahl)
- 1982: English, Deirdre; Rubin, Gayle, "Talking sex
- 1983: Moraga, Cherríe, „What we're rollin around in bed with: sexual silences in feminism“, in Snitow, Ann; Stansell, Christine; Thompson, Sharon (eds.), Powers of desire: the politics of sexuality, New York: Monthly Review Press, S. 394–405, ISBN 978-0-85345-610-0
- 1996: „Desire for the future: radical hope in passion and pleasure“, in Jackson, Stevi; Scott, Sue (eds.), Feminism and sexuality: a reader, New York: Columbia University Press, S. 224–229, ISBN 978-0-231-10708-2
- 1999: Singh, Nikhil Pal, „Sexuality, labor, and the new trade unionism“, Social Text, 61 (61): 73–88. JSTOR 488680
- 2004: „Sex to gender, past to present, race to class, now to future“. GLQ: A Journal of Lesbian and Gay Studies. 10 (2): 261–265, doi:10.1215/10642684-10-2-261. S2CID 143742050

## Auszeichnungen und Preise (Auswahl)
- Vicki Sexual Freedom Award von der Woodhull Freedom Foundation